# Be-Bop-a-Lula
Be-Bop-a-Lula è un brano musicale del cantante statunitense Gene Vincent, pubblicato per la prima volta nel giugno 1956 sul singolo Be-Bop-a-Lula/Woman Love. Il brano è classificato alla posizione #103 della classifica stilata da Rolling Stone delle "500 migliori canzoni di tutti i tempi".

## Descrizione

### Composizione
La composizione del brano è stata accreditata a Gene Vincent ed al suo manager, Bill "Sheriff Tex" Davis nel 1956. Tuttavia esistono prove che la canzone fosse stata scritta, almeno in parte, già nel 1955, quando Vincent si stava riprendendo da un incidente in motocicletta all'ospedale militare di Norfolk (Virginia). In quell'occasione, Vincent conobbe Donald Graves, che presumibilmente scrisse il testo del brano, mentre Vincent compose la melodia. La canzone arrivò al produttore Bill Davis, che comprò i diritti di Graves sul brano, pagandoli 50 dollari (anche se le fonti sulla somma del pagamento variano), e al suo posto accreditò se stesso. Davis dichiarò di aver scritto il brano insieme a Gene Vincent dopo aver sentito il brano Don't Bring Lulu, e Vincent stesso in alcune occasioni ha dichiarato di aver scritto la canzone ispirato dal fumetto "Little Lulu".
La frase "Be-Bop-A-Lula" è quasi identica a "Be-Baba-Leba", il titolo di una canzone R&B di discreto successo di Helen Humes, che nel 1945 arrivò al terzo posto, e che ottenne ancora più popolarità quando fu registrata da Lionel Hampton con il titolo Hey! Ba-Ba-Re-Bop.  Questa frase, o qualcosa di molto simile, era molto frequente nei circoli jazz dei primi anni quaranta, al punto di dare il proprio nome ad un genere, il bebop. Probabilmente si tratta di una interpretazione fonetica dell'esclamazione "Arriba! Arriba!" usato nel linguaggio latinoamericano.

### Registrazione
Nel 1956, Gene Vincent eseguì il brano durante uno show radiofonico presso una emittente in Virginia, e ne registrò un demo per l'etichetta Capitol Records, che stava cercando un cantante giovane che rivaleggiasse con Elvis Presley. La Capitol invitò Gene Vincent per registrare il brano presso gli studi di Owen Bradley a Nashville (Tennessee) il 4 maggio 1956. Il gruppo che accompagnò Vincent includeva Cliff Gallup (chitarra), "Wee" Willie Williams (chitarra), "Jumpin'" Jack Neal (basso), e Dickie "Be Bop" Harrell (batteria). Quando il brano fu registrato, Harrell fece quanto più rumore in sottofondo, affinché fosse certo che la propria famiglia sentisse che lui "era nel disco".
Gene Vincent cantò Be Bop A Lula anche nel film Gangster cerca moglie.

## Cover
L'immensa popolarità della canzone, aumentata via via nel corso degli anni, ha reso Be Bop a Lula un vero e proprio standard, interpretato dal vivo o registrato da innumerevoli artisti, fra cui Elvis Presley, Tom Jones, Jerry Lee Lewis, The Beatles, Suicide, David Cassidy, The Everly Brothers, Foghat, John Lennon, Paul McCartney, Gene Summers, Carl Perkins, Raul Seixas, Demented Are Go, Stray Cats, Queen, Eric Burdon, Mina e Giorgio Gaber.